# Stanisław Ziętarski

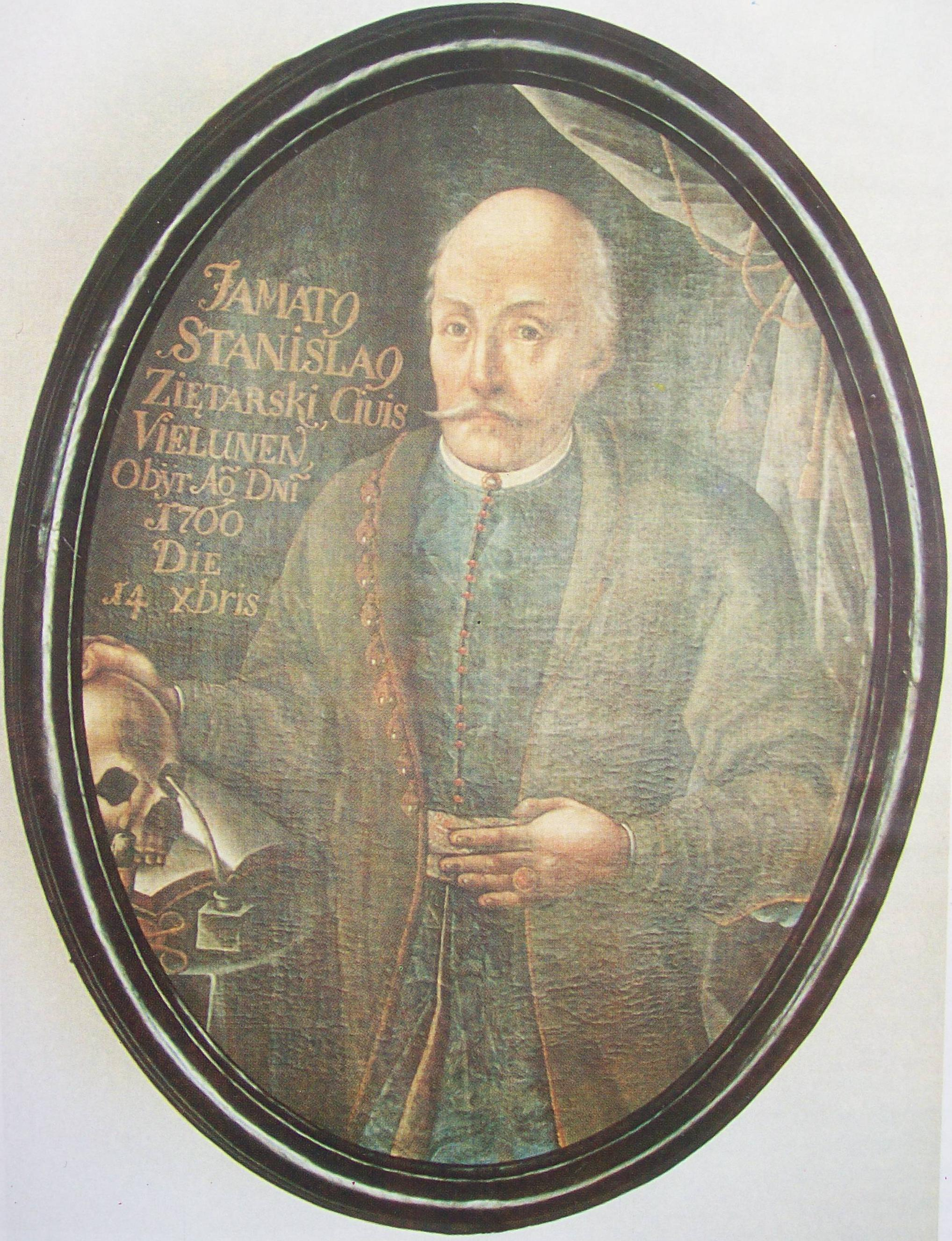
Portret prezydenta Wielunia Stanisława Ziętarskiego

Stanisław Ziętarski [ur. ? – zm. 14 października (według napisu na portrecie: 14 grudnia) 1760 roku w Wieluniu]. W latach czterdziestych XVIII wieku kilkukrotnie wybierany na prezydenta Wielunia. Był rzecznikiem interesów biednego i średniozamożnego mieszczaństwa wieluńskiego. Priorytetami prezydenta były: zaopatrzenie miasta w wodę i odzyskanie gruntów miejskich przywłaszczonych przez wieluńskie klasztory.

## Literatura
- Tadeusz Olejnik Leksykon Miasta Wielunia, Wieluń 1998 (wydanie I)
- Tadeusz Olejnik Leksykon Miasta Wielunia, Wieluń 2007 (wydanie II)